# Aimé Delarue
Pour les articles homonymes, voir Delarue.
Aimé Delarue (10 juin 1857-23 décembre 1914) est un architecte français d'Amiens.

## Biographie
Félix Aimé Louis Delarue est né le 10 juin 1857 à Bertangles, du mariage de Louis Achille Delarue, coupeur de velours, et d'Amélie Payen, blanchisseuse, et mort le 23 décembre 1914 à Amiens. Il se marie avec Aline Augustine Rose Debry.
Il est architecte du département de la Somme et professeur à l'école régionale des Beaux-Arts.
Il est membre titulaire non résidant de la société des antiquaires de Picardie à partir du 13 juillet 1897 et, en 1913, membre de la société des amis des arts du département de la Somme.
Il est enterré au cimetière de La Madeleine à Amiens.

## Principales réalisations

### Au Touquet-Paris-Plage
- Villa Wallonne à Paris-Plage (vers 1905) Inscrit MH[5]
- Villa Beau-lieu, avenue Jean-Bart
- Villa Porte-Veine, 23, rue Saint-Jean

### Autres réalisations
- La poste de Rubempré (1911) Inscrit MH[6]
- Jardin d'hiver de l'aile Est du château de Canaples Inscrit MH[7]
- 28-30 et 32-34 rue Henri-Gilbert et 3bis rue du Maréchal-Joffre, Villeneuve-Le-Roi[8]

## Galerie

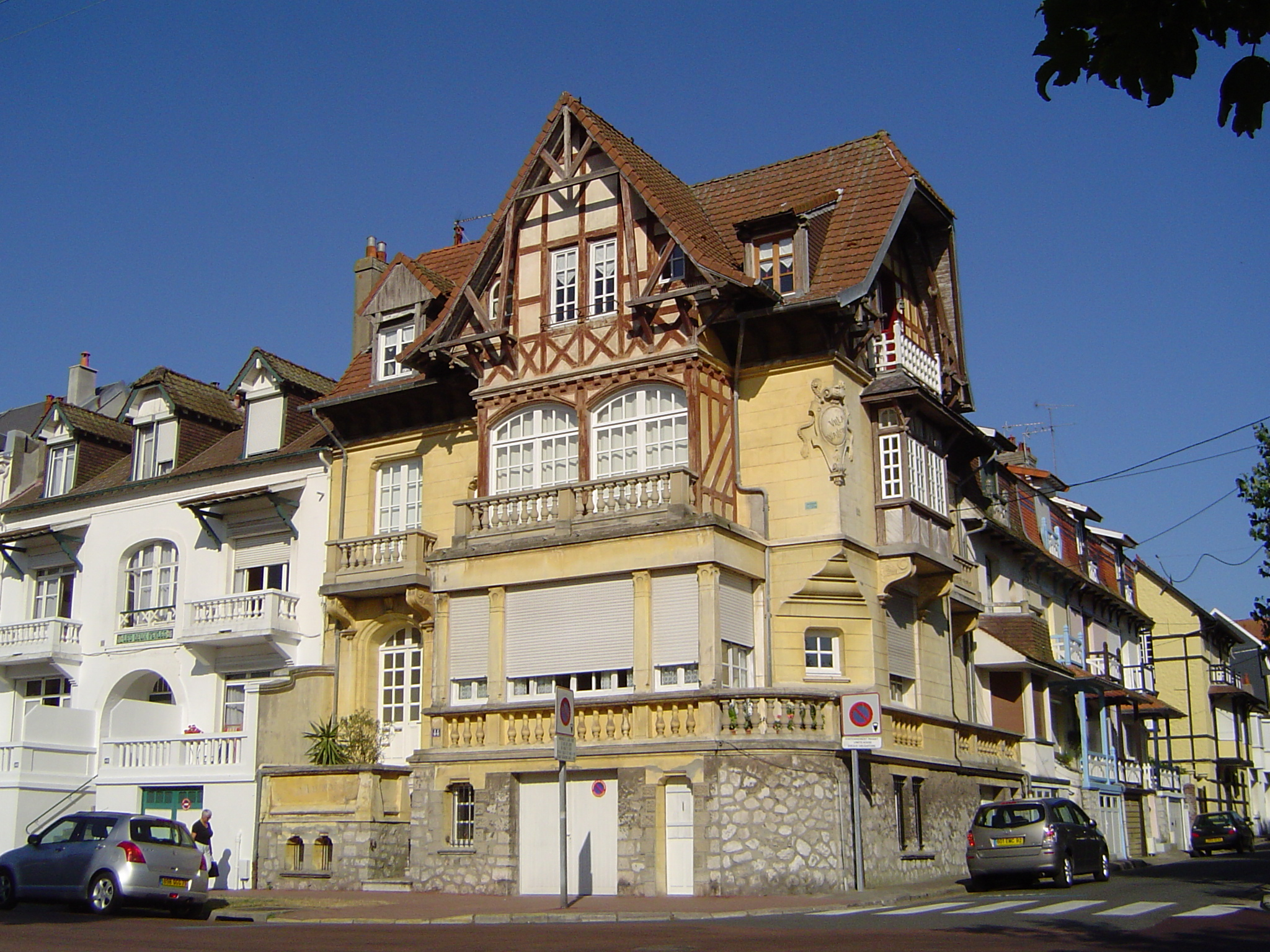
La villa Wallonne, Le Touquet-Paris-Plage.
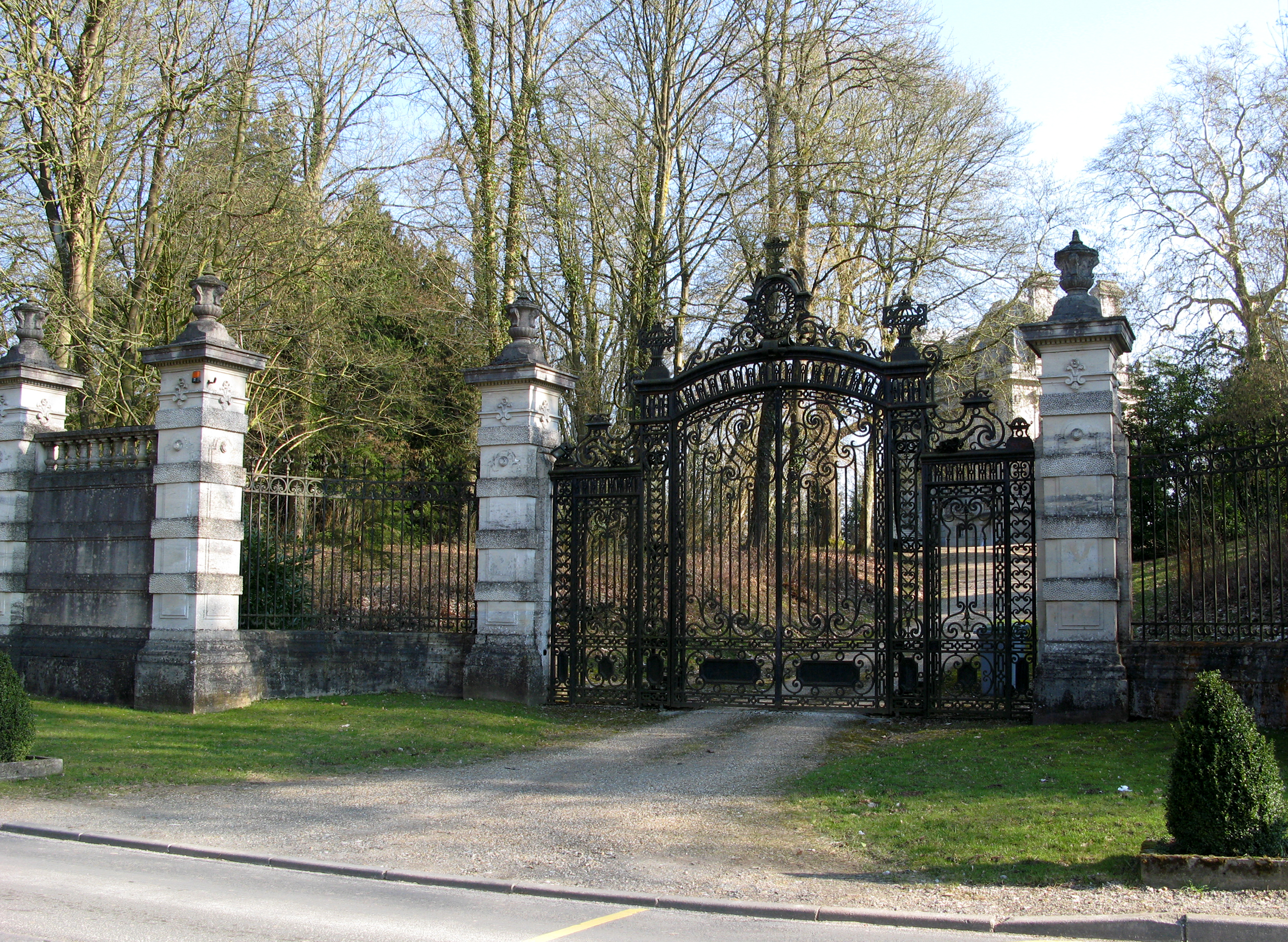
Le château de Canaples.

## Distinction
Il est fait, en 1892, officier d'Académie,.

## Pour approfondir